# Greimerath (Eifel)
Greimerath ist eine Ortsgemeinde im Landkreis Bernkastel-Wittlich in Rheinland-Pfalz. Sie gehört zur Verbandsgemeinde Wittlich-Land.

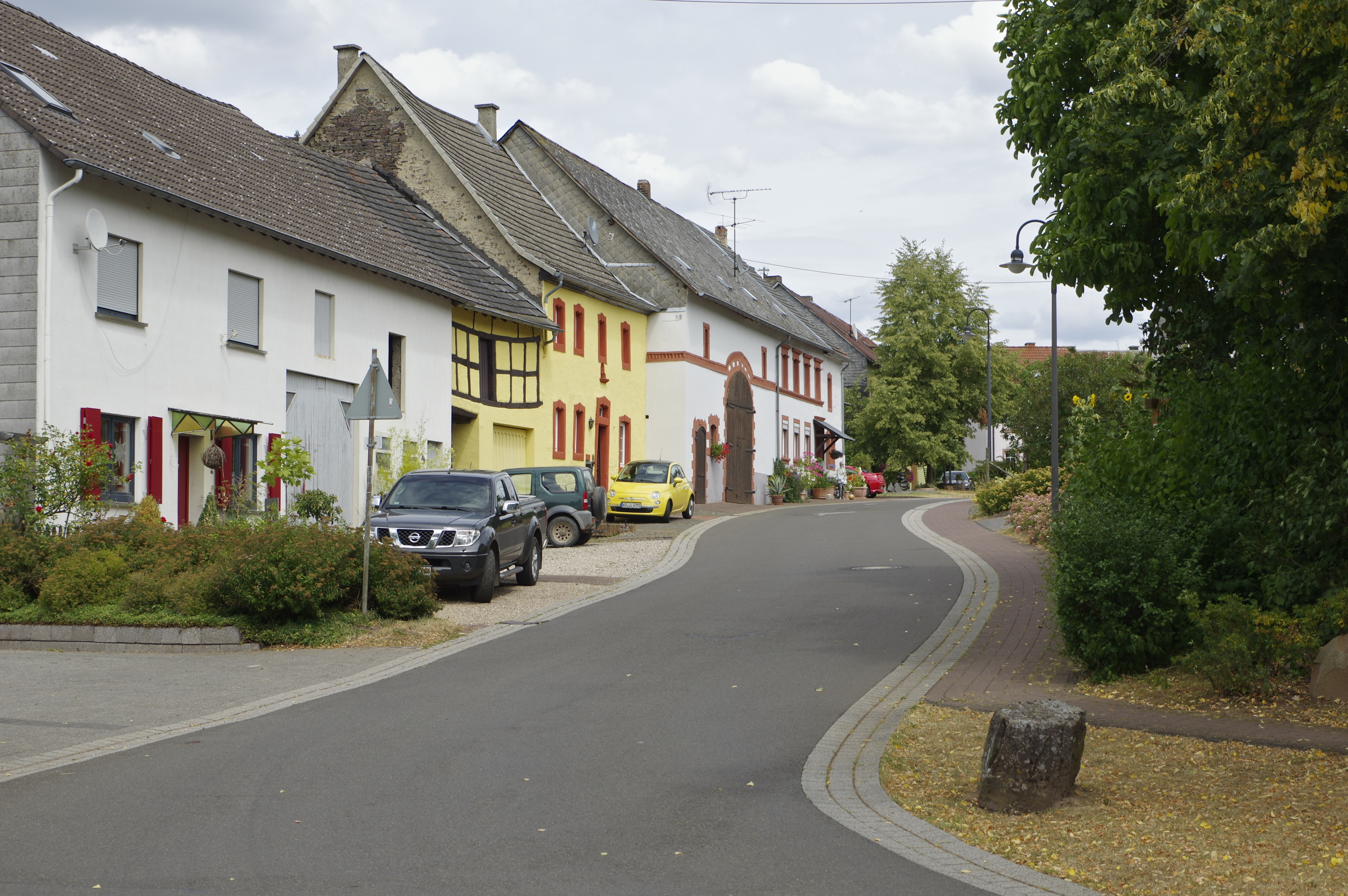
Straße „Im Oberdorf“

## Geographie
Der Ort liegt in der Eifel. 52 Prozent der Gemarkungsfläche sind bewaldet. Im Osten verläuft die Bundesautobahn 1.

## Geschichte
Greimerath wurde 1144 erstmals urkundlich erwähnt. Ab 1794 stand Greimerath unter französischer Herrschaft, 1815 wurde der Ort auf dem Wiener Kongress dem Königreich Preußen zugeordnet. Seit 1946 ist er Teil des damals neu gebildeten Landes Rheinland-Pfalz.

## Politik

### Gemeinderat
Der Gemeinderat in Greimerath besteht aus sechs Ratsmitgliedern, die bei der Kommunalwahl am 9. Juni 2024 in einer Mehrheitswahl gewählt wurden, und dem ehrenamtlichen Ortsbürgermeister als Vorsitzendem.

### Bürgermeister
Gerhard Bastgen wurde am 19. Juni 2019 Ortsbürgermeister von Greimerath. Bei der Direktwahl am 26. Mai 2019 war er mit einem Stimmenanteil von 77,18 % gewählt worden. Bei der Direktwahl am 9. Juni 2024 wurde Gerhard Bastgen mit einem Stimmenanteil von 83,5 % für weitere fünf Jahre wiedergewählt.
Bastgens Vorgänger als Ortsbürgermeister war bis 2019 Werner Fries.

## Kultur und Sehenswürdigkeiten
Die Kirche stammt aus dem Jahr 1760. Neben der barocken Kirche findet sich das alte Pfarrhaus und der zugehörige Pfarrgarten. Im Jahre 2005 wurde das Pfarrhaus (ohne Pfarrgarten) an privat verkauft. Der Pfarrer der Pfarreien Greimerath, Laufeld und Niederöfflingen bewohnt das Pfarrhaus in Laufeld.
Der Pfarrgarten wurde vom eigens gegründeten Kultur-Verein zu einer Begegnungs-, Erholungs- und Kulturstätte umgebaut. Ein Hinweisschild am nahe gelegenen Radweg lockt viele Radfahrer und Wanderer in diesen Garten mit heimischen Kräutern und Gewächsen. Ein Brunnen, ein Outdoor-Schachspiel und viele Sitzgelegenheiten bieten allen Besuchern eine Möglichkeit, sich von den Strapazen des Alltags zu erholen.

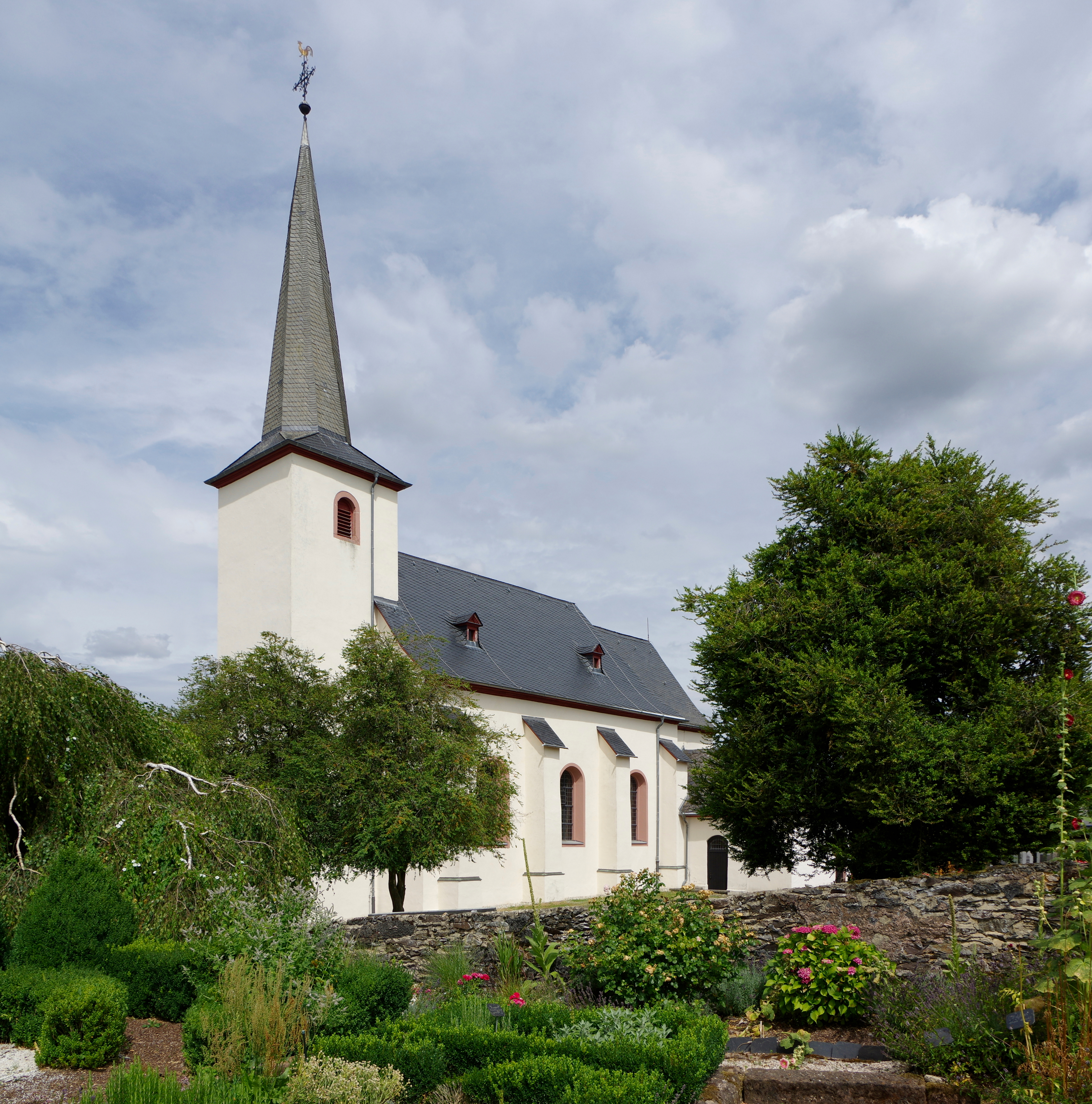
Pfarrkirche
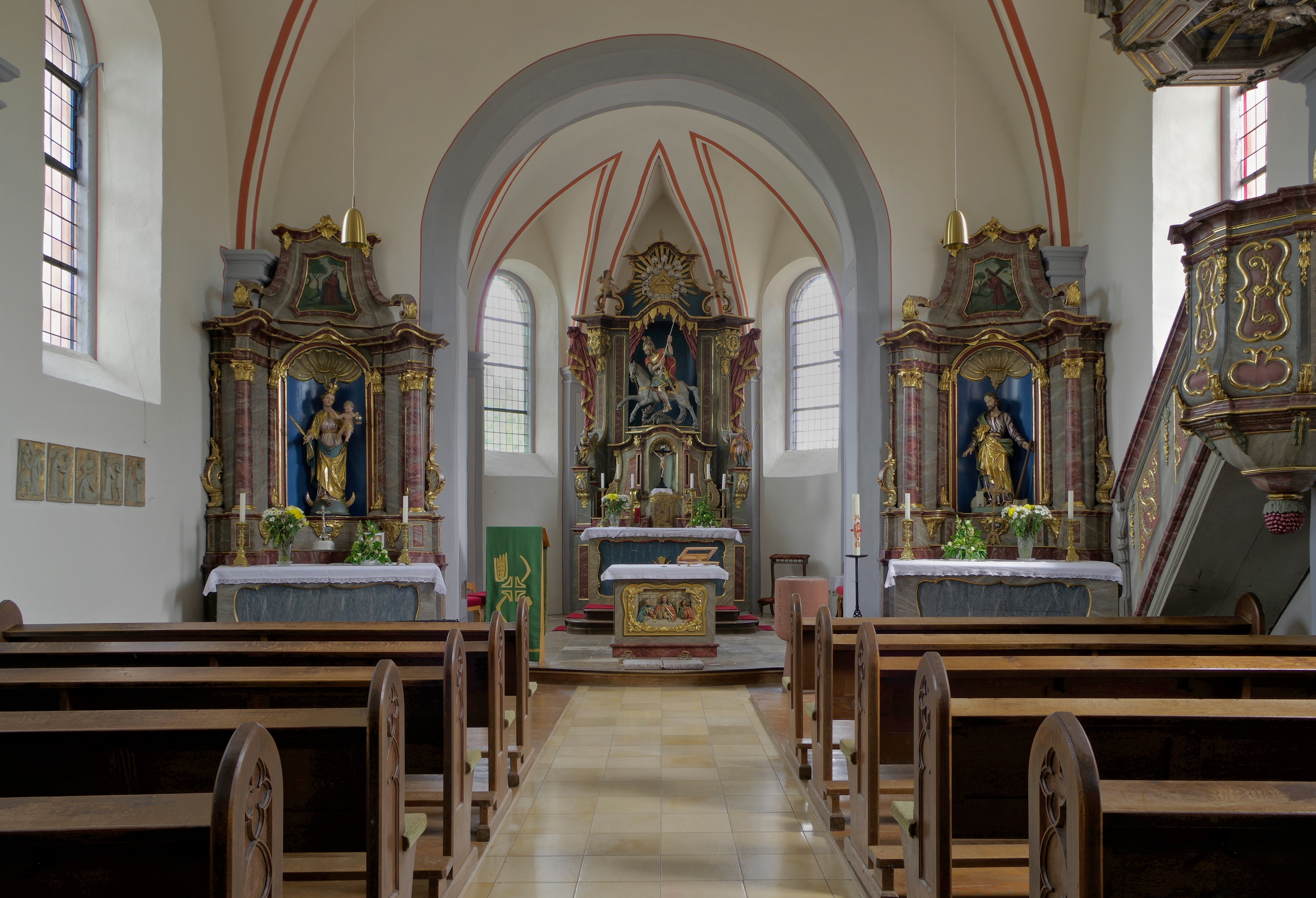
Innenansicht der Kirche
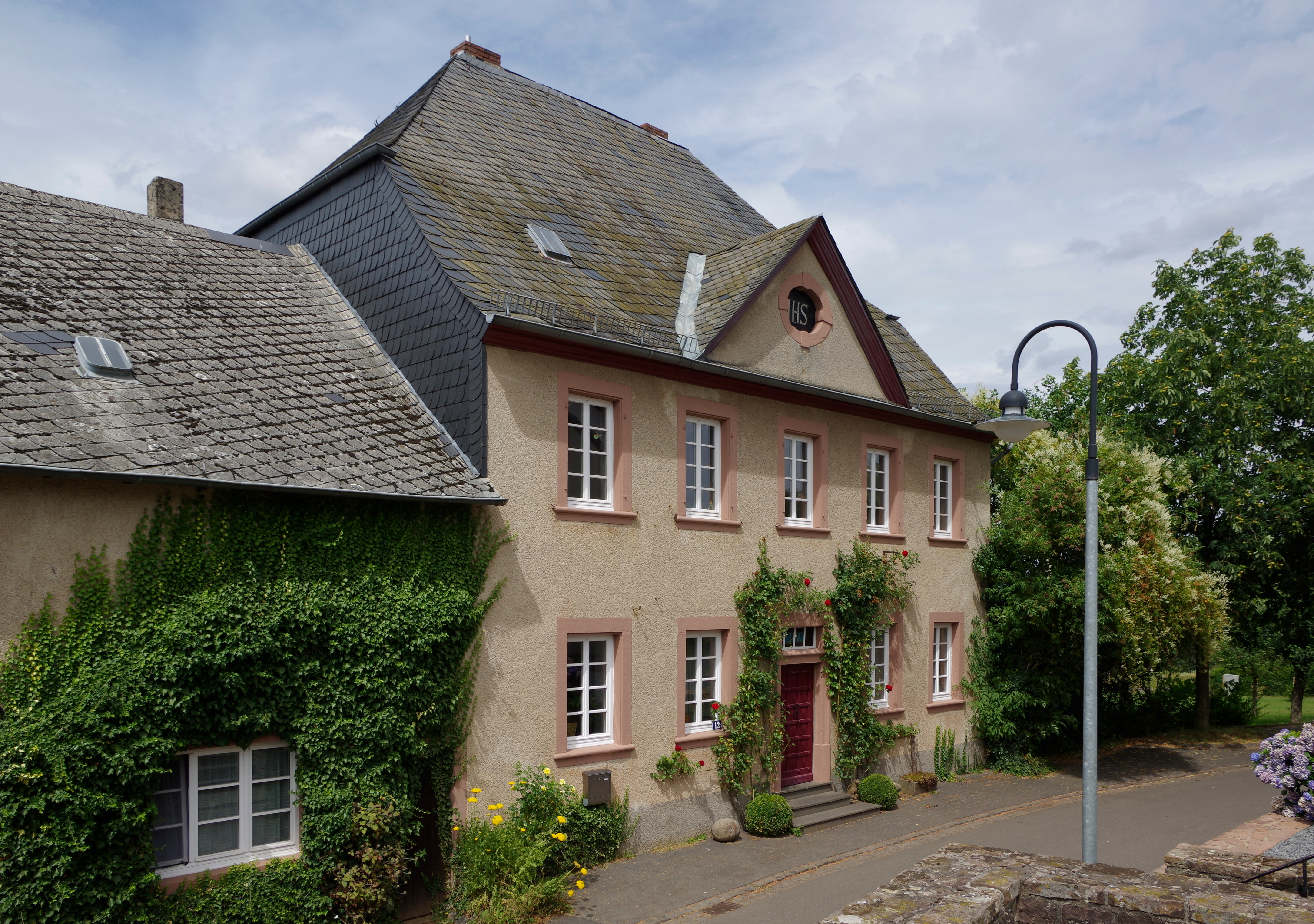
Pfarrhaus
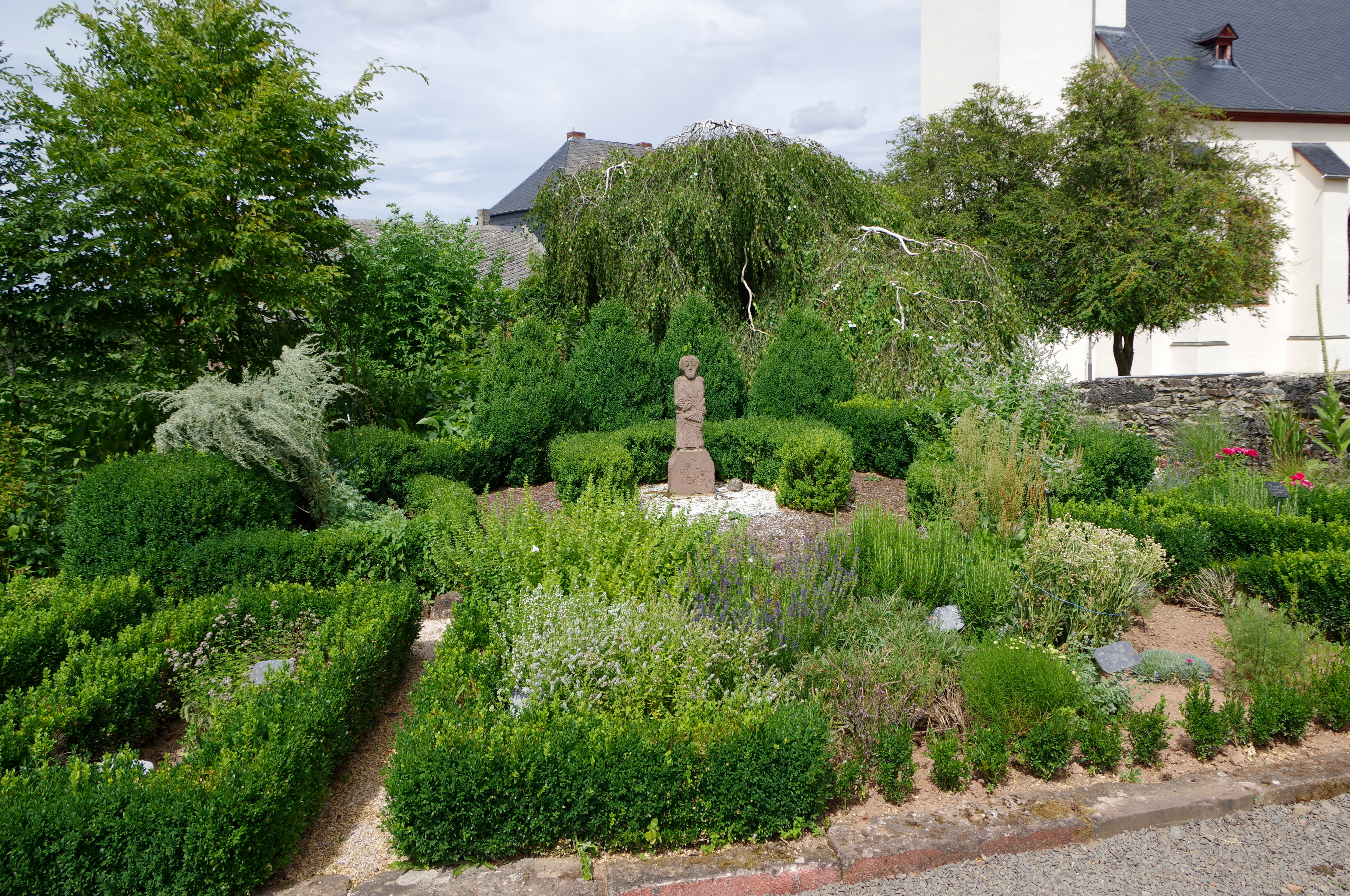
Ehemaliger Pfarrgarten
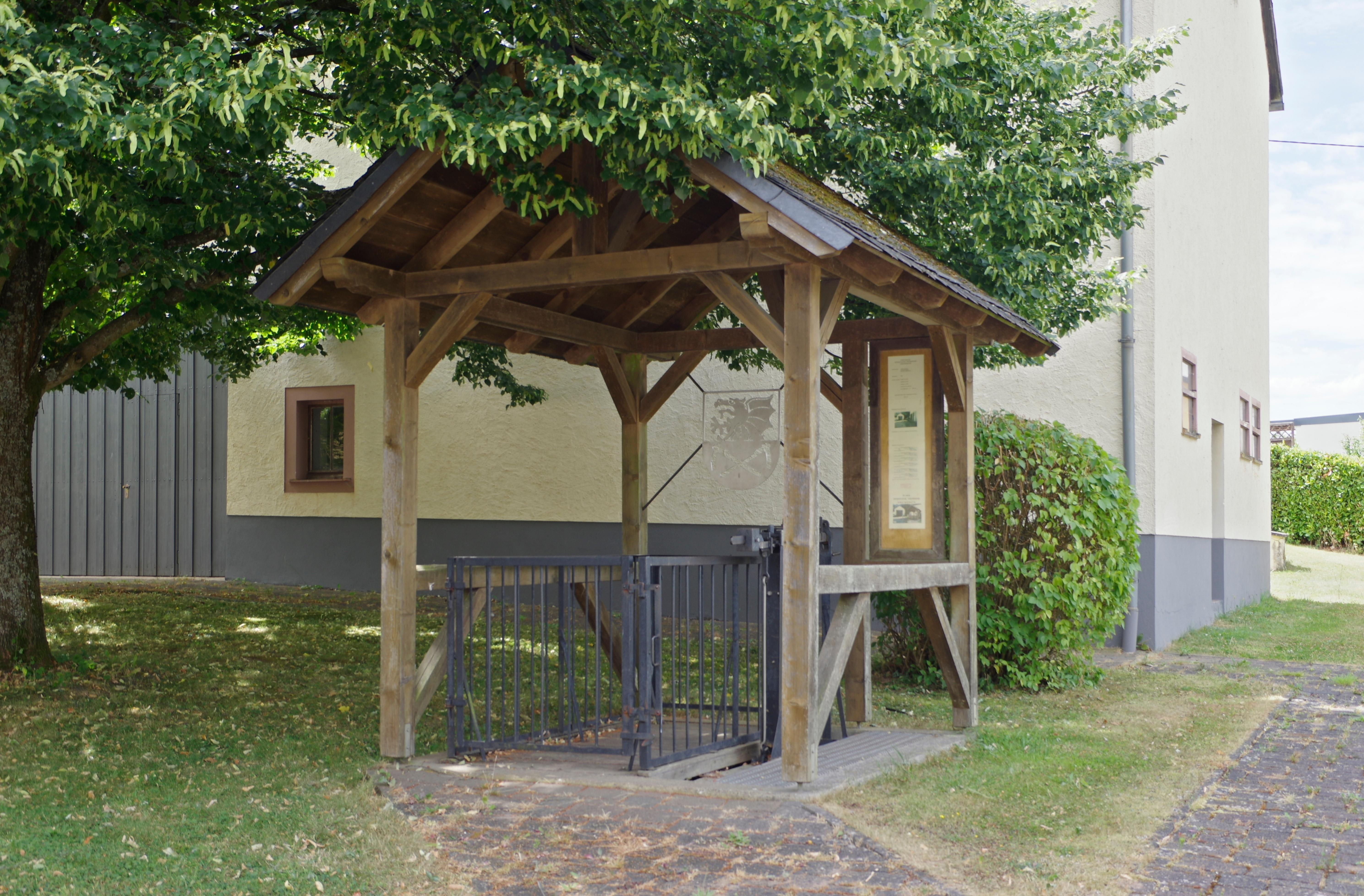
Ehemalige Viehwaage
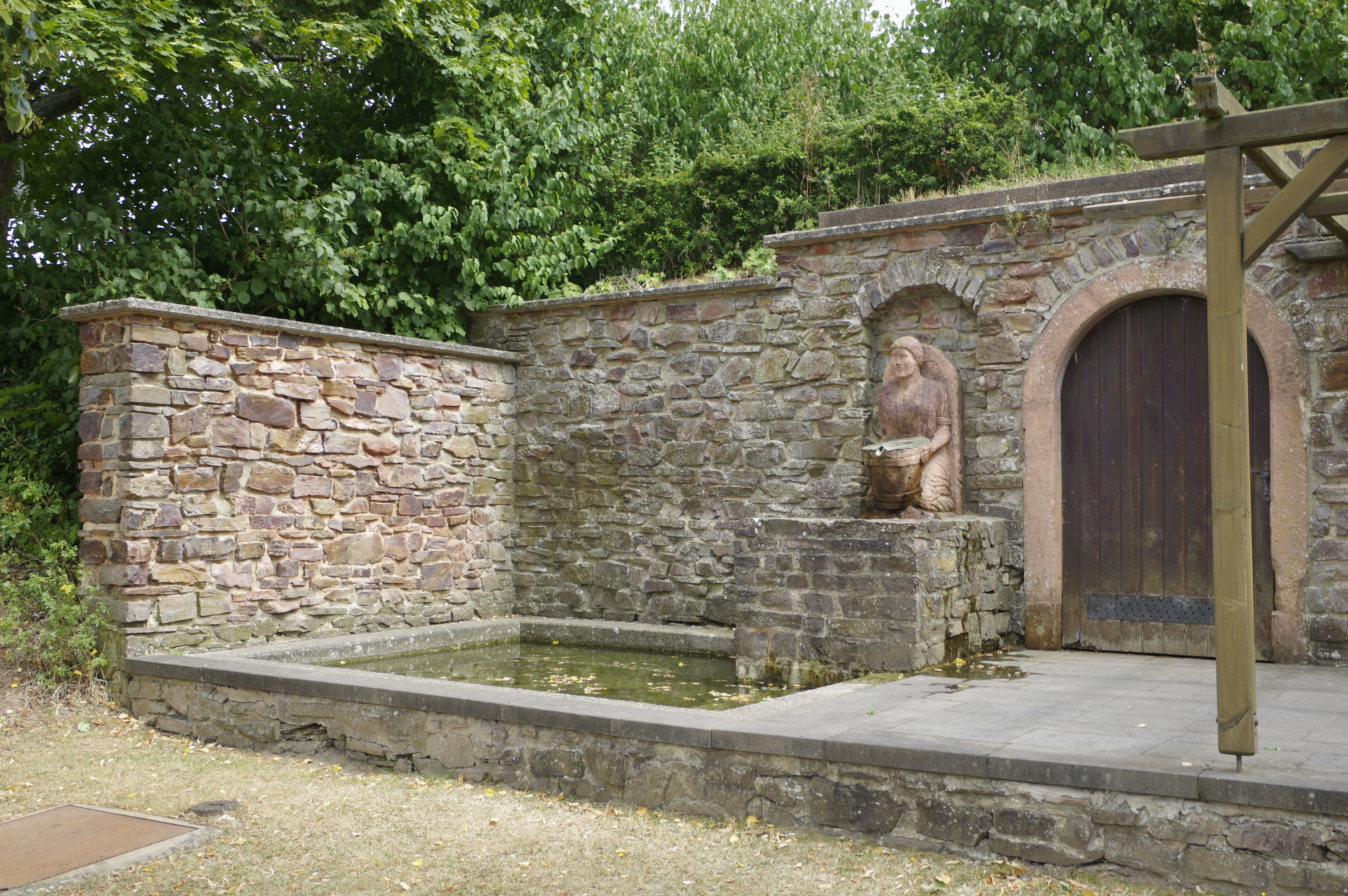
Brunnen

Siehe auch: Liste der Kulturdenkmäler in Greimerath